# Luca Spinola (1628-1715)
Luca Spinola est un homme politique génois né en 1628 et décédé en 1715. Il est le 129e doge de Gênes, du 27 août 1687 au 27 août 1689.

## Biographie

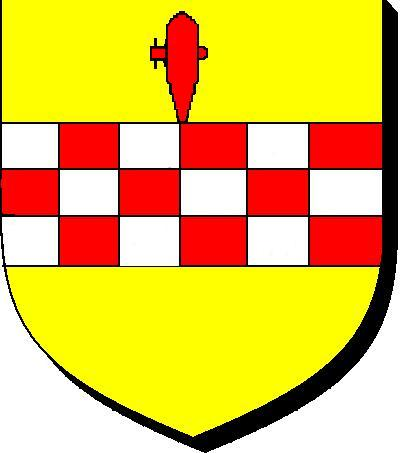
Armoiries Spinola

Fils de Luciano, de la branche des Spinolas de Luccoli et de Francisca Ferrero, originaire de Gênes vers 1628, est inscrit au Livre d'or de la noblesse génoise en 1655. Il a toutefois effectué sa première mission pour la république de Gênes en 1673. Il a d'abord préféré s'occuper de ses propres activités familiales et diriger la gestion de certains fiefs familiaux. 
Ce n’est qu’en 1680 qu’il commence une vraie carrière publique, faisant partie du conseil de guerre extraordinaire présidé par le doge Francesco Maria Imperiale Lercari pendant la période d’hostilité ouverte avec Louis XIV. En 1685, il fut désigné comme syndic suprême. Aux élections dogales du 27 août 1687, il l'emporte de quatre voix par rapport à l'autre candidat, Bendinelli Negrone. En tant que doge, il est également investi comme roi de Corse. 
Son mandat était consacré à la poursuite des travaux de la nouvelle jetée sous les fortifications de San Giacomo di Carignano et à la reconstruction de la ville après le bombardement de la marine française de 1684. 
Le 27 août 1689, il achève son mandat et continue à exercer des fonctions jusqu'à l'âge de 75 ans. Après s'être retiré dans la vie privée, Luca Spinola décède à Gênes en 1715, où il est enterré à l' abbaye de San Gerolamo di Quarto dei mille. 
Il n'a pas d'enfants de son mariage avec Vittoria De Marini. 